# Bromus ceramicus
Bromus ceramicus är en gräsart som beskrevs av Jisaburo Ohwi. Bromus ceramicus ingår i släktet lostor, och familjen gräs. Inga underarter finns listade i Catalogue of Life.